# Perilampus laeviceps
Perilampus laeviceps är en stekelart som beskrevs av Cameron 1905. Perilampus laeviceps ingår i släktet Perilampus och familjen gropglanssteklar. Inga underarter finns listade i Catalogue of Life.